# Ольшев (Соколівський повіт)
Ольшев (пол. Olszew) — село в Польщі, у гміні Церанув Соколовського повіту Мазовецького воєводства.
Населення — 116 осіб (2011).
У 1975-1998 роках село належало до Седлецького воєводства.

## Демографія
Демографічна структура станом на 31 березня 2011 року:
|          | Загалом | Допрацездатний вік | Працездатний вік | Постпрацездатний вік |
| -------- | ------- | ------------------ | ---------------- | -------------------- |
| Чоловіки | 57      | 7                  | 43               | 7                    |
| Жінки    | 59      | 9                  | 39               | 11                   |
| Разом    | 116     | 16                 | 82               | 18                   |